# 美洲白鹮
美洲白鹮为鹮科美洲鹮属的鸟类。其种加词“albus”意为“白色的”。分布于美洲热带与亚热带。

## 外部連結
- 维基共享资源上的相關多媒體資源：美洲白鹮
- 維基物種上的相關：美洲白鹮